# حاجی‌بی‌لی (کوزان)
حاجی‌بی‌لی (به ترکی استانبولی: Hacıbeyli) یک منطقهٔ مسکونی در ترکیه است که در قوزان (ترکیه) واقع شده‌است.